# فرع (المخادر)

تعديل مصدري - تعديل

فرع محلة تابعة لقرية المرقب، التابعة لعزلة الصفي بمديرية المخادر إحدى مديريات محافظة إب في الجمهورية اليمنية، بلغ تعداد سكانها 57 حسب تعداد اليمن لعام 2004.